# Poșogani
Poșogani falu Romániában, Erdélyben, Fehér megyében.

## Fekvése
Muska közelében fekvő település.

## Története
Poşogani korábban Muska része volt. 1956 körül vált külön 66 lakossal.
1966-ban 101, 1977-ben 74, 1992-ben 80, 2002-ben 61 román lakosa volt.